# Faustino Rocci
Faustino Rocci (Faustin Rocci) est un homme politique italien du XIXe siècle, député de la province de Nice au Parlement de Turin.

## Biographie
Né en 1814, avocat, magistrat, libéral, Faustino Rocci est élu député dans le collège de Puget-Théniers pour la 5e législature, mais il démissionne au cours de son mandat.